# Orchestra Roma Sinfonietta
L'Orchestra Roma Sinfonietta è un'orchestra sinfonica italiana costituitasi nel 1993, fondata dal M° Luigi Lanzillotta. Svolge la propria attività concertistica in collaborazione con l'Università di Roma Tor Vergata presso l'Auditorium Ennio Morricone.

## Storia
Il complesso è stato regolarmente invitato nelle stagioni dell'Accademia Filarmonica Romana e dell'Istituzione Universitaria dei Concerti di Roma. Dal 2008 al 2020 ha collaborato stabilmente con il maestro Ennio Morricone, con il quale ha tenuto concerti in alcuni dei più prestigiosi teatri del mondo (Auditorium Lingotto di Torino, Teatro Greco di Taormina, Teatro Massimo di Palermo, Arena di Verona, Piazza del Quirinale, Auditorium Parco della Musica e Auditorium Conciliazione a Roma, Barbican Centre e Royal Albert Hall di Londra, International Forum di Tokyo e Festival Hall di Osaka, Palazzo dell'ONU di New York).
Di Ennio Morricone l'orchestra ha inciso anche la musica assoluta, le colonne sonore per il cinema e la televisione e una ricca discografia per la EMI, SONY e Universal. Ha inoltre effettuato registrazioni per la RAI e incisioni discografiche con la C.A.M. (Premio Rota 1995), Bongiovanni (un disco dedicato a Goffredo Petrassi in occasione dei suoi novanta anni) e BMG – Ricordi.
L'orchestra Roma Sinfonietta ha anche collaborato sia in concerto che in studio con artisti quali Nicola Piovani, Luis Bacalov, Roger Waters, Marco Frisina, Simone Santi Gubini, Yo-Yo Ma, Dulce Pontes, Carmen Consoli, Antony and the Johnsons, Andrea Bocelli, Amedeo Minghi, Bruce Springsteen, Mina etc.

## Selezione dalla discografia

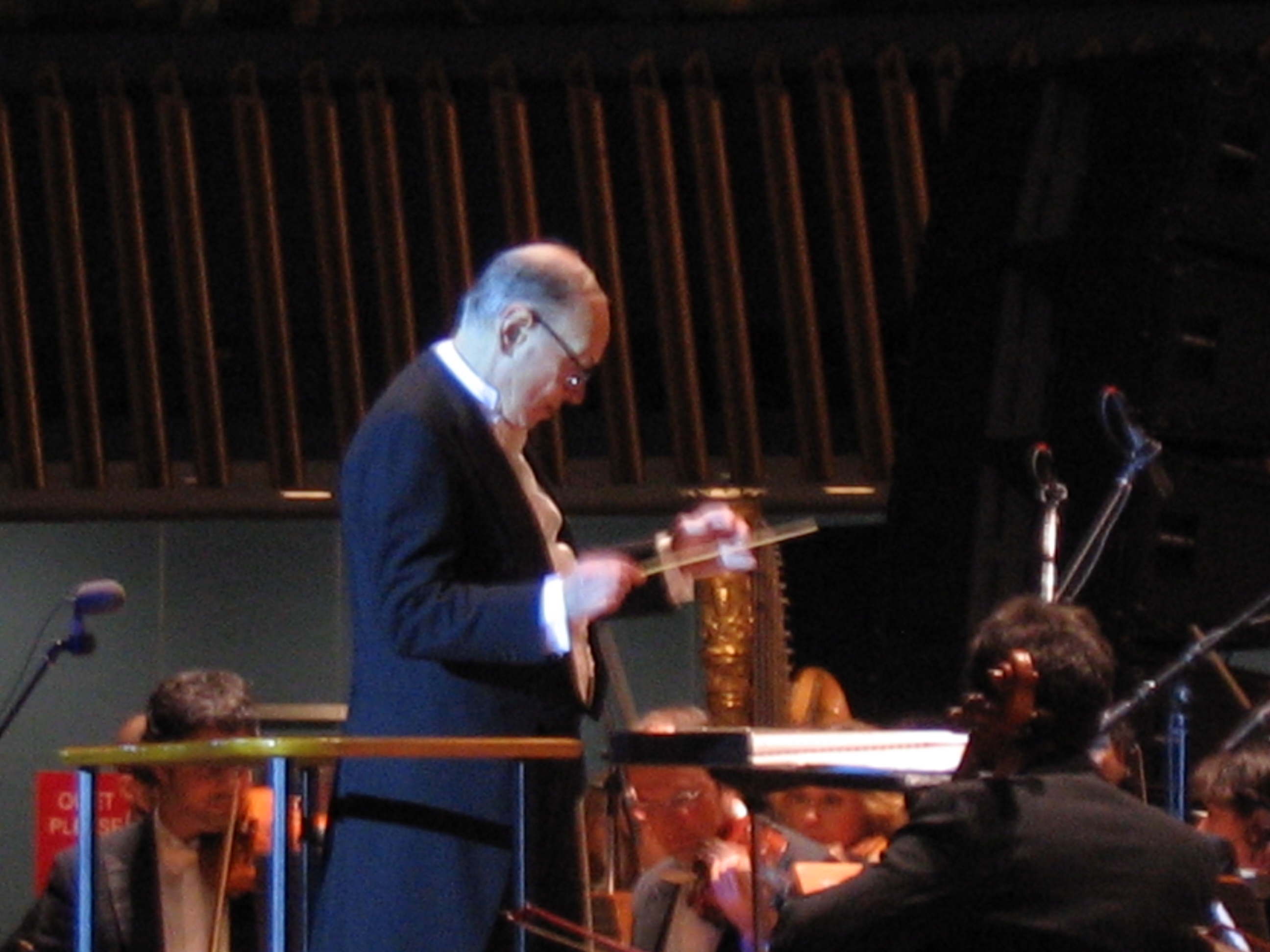
Ennio Morricone dirige l'Orchestra Roma Sinfonietta - Concerto alle Nazioni Unite 2007

- 1998 - Angelo Branduardi - Il dito e la luna
- 1998 - Piero Piccioni, Gianni Ferrio - Incontri proibiti
- 1999 - Ennio Morricone - Il fantasma dell'Opera
- 2002 - Ennio Morricone - Il gioco di Ripley
- 2002 - Ennio Morricone - Perlasca
- 2002 - Ennio Morricone - Senso 45
- 2002 - Ennio Morricone - Un difetto di famiglia
- 2003 - Ennio Morricone - Arena Concerto
- 2003 - Ennio Morricone - La luz prodigiosa
- 2003 - Ennio Morricone - Dulce Pontes - Focus
- 2003 - Ennio Morricone - Guardiani delle nuvole
- 2004 - Ennio Morricone - Voci dal Silenzio
- 2004 - Ennio Morricone - Yo-Yo Ma Plays
- 2005 - Ennio Morricone - Cefalonia
- 2005 - Ennio Morricone - Il cuore nel pozzo
- 2005 - Ennio Morricone - E ridendo l'uccise
- 2005 - Ennio Morricone - Karol - Un uomo diventato papa
- 2005 - Ennio Morricone - Lucia
- 2006 - Ennio Morricone - Gino Bartali, l'intramontabile
- 2006 - Ennio Morricone - Giovanni Falcone - L'uomo che sfidò Cosa Nostra
- 2006 - Ennio Morricone - Karol - Un papa rimasto uomo
- 2006 - Ennio Morricone - La provinciale
- 2006 - Ennio Morricone - La sconosciuta
- 2006 - Nicola Piovani - La Cantata dei Cent'anni
- 2006 - Claudio Baglioni - Quelli degli altri tutti qui
- 2007 - Ennio Morricone - Tutte le donne della mia vita
- 2008 - Amedeo Minghi - 40 anni di me con voi
- 2008 - Ennio Morricone - La Mia Musica - Le registrazioni inedite di Ennio Morricone
- 2008 - Ennio Morricone - Risoluzione 819
- 2009 - Ennio Morricone - Baarìa
- 2009 - Carmen Consoli - Elettra
- 2009 - Mina - Sulla tua bocca lo dirò
- 2013 - Mina - Christmas Song Book

## Videografia
- 2003 - Ennio Morricone - Arena Concerto
- 2007 - Ennio Morricone - Concerto alle Nazioni Unite
- 2007 - Ennio Morricone - Note di Pace - Concerto in Piazza San Marco, Venezia
- 2008 - Amedeo Minghi - L'Ascolteranno gli Americani